# Анархо-примитивизъм
Анархо-примитивизъм е анархистка критика на произхода и прогреса на цивилизацията. Според анархо-примитивизма промяната от ловуващо-събиращо към земеделско общество дава ход на социалната стратификация, насилието, принудата и алиенацията. Анархо-примитивистите защитават завръщането към не-„цивилизационните“ начини на живот чрез деиндустриализация, премахване и отменяне на разделението на труда или специализацията и изоставянето на големите организационни технологии. Има други неанархистки форми на примитивизма и не всички примитивисти сочат към същия този феномен, като източник на модерните цивилизацинни проблеми.